# Geoffrey Patterson
Geoffrey Lucius Patterson ist ein US-amerikanischer Tonmeister.

## Leben
Patterson begann seine Karriere als Tonassistent beim Fernsehen und arbeitete unter anderem an den Fernsehserien MacGyver und Inspektor Hooperman. Mit Beginn der 1990er Jahre arbeitete er auch als Tonassistent beim Film, unter anderem an Flatliners – Heute ist ein schöner Tag zum Sterben und For the Boys – Tage des Ruhms, Tage der Liebe, jedoch in beiden Fällen ohne Namensnennung im Abspann. Ab 1990 begann er als Tonmeister zu arbeiten, so zum Beispiel bei dem Hollywooderfolg Die üblichen Verdächtigen. 1997 war er für Twister zusammen mit Steve Maslow, Gregg Landaker und Kevin O’Connell für den Oscar in der Kategorie Bester Ton nominiert. Eine zweite Nominierung erfolgte 2010, zusammen mit Greg P. Russell und Gary Summers für Transformers – Die Rache. Für seine Arbeit für das Fernsehen war er zudem insgesamt drei Mal für den Primetime Emmy nominiert, zwei Mal für die Serie Deadwood (2005 und 2007) sowie für True Detective (2016).

## Filmografie (Auswahl)
- 1986: Nochmal so wie letzte Nacht (About Last Night…)
- 1990: Flatliners – Heute ist ein schöner Tag zum Sterben (Flatliners)
- 1991: For the Boys – Tage des Ruhms, Tage der Liebe (For the Boys)
- 1991: Gefährliche Brandung (Point Break)
- 1995: Apollo 13
- 1995: Die üblichen Verdächtigen (The Usual Suspects)
- 1996: Twister
- 1998: Akte X – Der Film (The X-Files)
- 1999: Payback – Zahltag (Payback)
- 2001: Monkeybone
- 2004: … und dann kam Polly (Along Came Polly)
- 2009: Transformers – Die Rache (Transformers: Revenge of the Fallen)
- 2011: Freunde mit gewissen Vorzügen (Friends with Benefits)
- 2012: 7 Psychos (Seven Psychopaths)

## Auszeichnungen (Auswahl)
- 1997: Oscar-Nominierung in der Kategorie Bester Ton für Twister
- 2010: Oscar-Nominierung in der Kategorie Bester Ton für Transformers – Die Rache